# Filipik Bardan
Filipik (starogrško Φιλιππικός, latinizirano: Filippikos), bizantinski cesar armenskega porekla s pravim imenom Bardan (starogrško Βαρδάνης, latinizirano: Vardanis, armensko Վրթանես, latinizirano: Vrtanes), ki je vladal od leta 711 do 713, * ni znano, † 20. januar 714 ali 715.
Bil je sin patricija Nikifora iz armenske kolonije v Pergamonu. Bardan si je že med prvim velikim uporom proti Justinijanu II. domišljal, da bo s podporo monoteletske stranke prišel na bizantinski prestol, zato ga je Tiberij III. Apsimar pregnal v Kefalonijo, njegov naslednik Justinijan pa od tam v  Herson. Bardan se je v Hersonu preimenoval v Filipika in s pomočjo Hazarov sprožil upor, ki se je končal z zasedbo Konstantinopla. Justinijan je pobegnil iz mesta, vendar so ga kmalu ujeli in decembra 711 usmrtili. Njegov prestol je zasedel Filipik Bardan.  
Po prihodu na oblast je odstavil pravoslavnega patriarha Kira Konstantinopelskega in namesto njega postavil pripadnika svoje stranke Ivana VI. ter sklical zbor (conciliabulum) vzhodnih pravoslavnih škofov, ki so preklicali sklepe Šestega ekumenskega koncila. Rimska cerkev zato ni priznala niti novega cesarja niti njegovega patriarha. 
Bolgarski car Tervel je medtem leta 712 plenil po Trakiji vse do obzidja Konstantinopla. Filipik je zato premaknil svojo armado iz Obsikijske teme v zahodni Anatoliji na Balkan, kar je izkoristil umajadski kalif al-Valid I. in začel napadati slabo zavarovano Anatolijo. 
Maja 713 so se obsikijske čete v Trakiji uprle. Nekaj uporniških častnikov je vdrlo v Konstantinopel, kjer so junija 713 Filipika v javnem kopališču oslepili. Na prestolu ga je za kratek čas zamenjal njegov glavni tajnik Artemij, ki se je oklical za cesarja Anastazija II..
Umrl je 20. januarja 714 ali 715 v Dalmacijevem samostanu, kjer je bil v konfinaciji. Pokopan je v Dalmacijevem samostanu. 